# Ole den Frøkne
Ole den Frøkne eller den Frækne (latin: Olo) var en dansk sagnkonge, der blandt andet er nævnt i Saxos Danmarkshistorie. Hos Saxo er han søn af Sigurd og Harald Hildetands søster, og bliver gift med Æsa (datter af Olof af Värmland) og får Ømund.
Han er hos Saxo nævnt som en beslutsom og frygtløs mand, der har et så stift blik, at det kan skræmme enhver kriger.
Han er kendt for at være en mægtig, men meget hård konge, der får erobret hele Danmark efter Bråvallaslaget. (Danmark var i mellemtiden blevet regeret af Harald Hildetand og senere dronning Hed).
Men hans eget folk kommer til at frygte ham og hans brutalitet så meget, at han ender med at blive snigmyrdet af sin egen hirdsmand Starkad.
Tilnavnet "Frækne" (ubestemt "Fræken") betyder tapper/modig/dristig.